# Șirag de perle

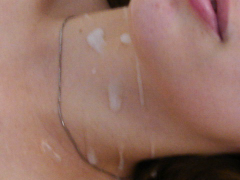
Un exemplu de „șirag de perle”

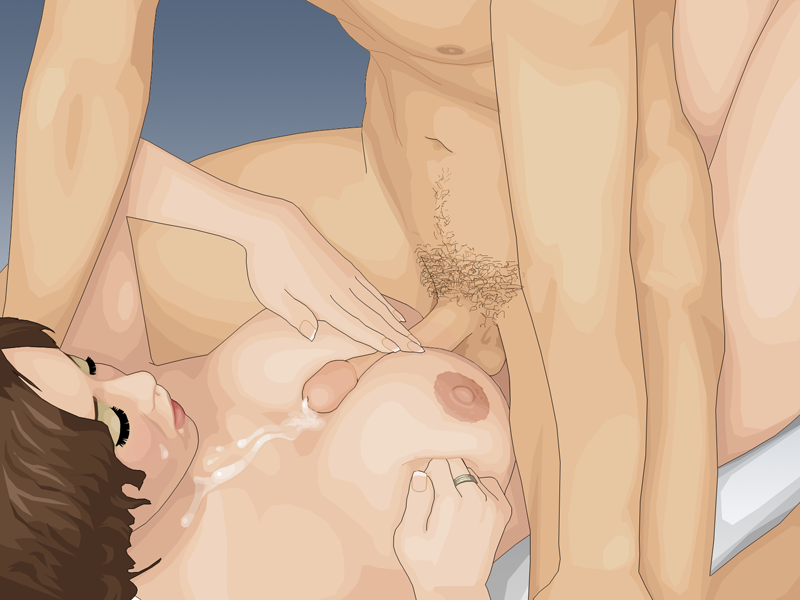
Ilustrație a en, o tehnică de sex protejat care poate rezulta într-un „șirag de perle”

Un șirag cu perle (în engleză: pearl necklace) este un termen de argou care se referă la un act sexual prin care un bărbat ejaculează pe sau în apropierea gâtului, pieptului sau a sânilor unei alte persoane. Dacă ejacularea se produce pe fața celeilalte persoane, actul se mai numește și „tratament facial” (termen de argou). Ejacularea se poate produce prin sex mamar⁠(en)[traduceți] sau masturbare deasupra persoanei vizate, sau rezultat din retragerea penisului din gura partenerului atunci când ejaculează, în urma unei felații, irrumatio⁠(en)[traduceți] sau un act sexual.
Termenul șirag de perle provine de la observația că picăturile de spermă depozitate de bărbat se aseamănă unor perle translucide, albe.
Șiragul de perle este una dintre activitățile pe care le prestează lucrătorii în domeniul serviciilor sexuale ca o alternativă la sexul protejat cu persoanele care refuză să folosească prezervativul.

## În cultura populară
Termenul a fost folosit de George Carlin în „lista incompletă de termeni nepoliticoși”, un gag dezvoltat încă din 1984 în albumul său Carlin on Campus.
Termenul a fost folosit de HBO în serialul de comedie pe teme sesuale Sex and the City în episodul 69, difuzat pe TV în anul 2004.̹̇̇̽̇ În ultimul episod, una din personaje înțelege greșit sensul metaforei, iar protagonista Samantha Jones explică acest termen. Trupa de boogie-bluez ZZ Top a fost criticată pentru versurile cântecului Pearl Necklace („Șirag de perle”) despre care se spune că este unul care obiectifică⁠(en)[traduceți] femeile.

## Vedeți și
- Bukkake (act sexual)⁠(en)[traduceți]
- Cum shot⁠(en)[traduceți]
- Facial⁠(en)[traduceți]
- Gokkun⁠(en)[traduceți]